# STS-114
STS-114 e сто и четиринадесетата мисия на НАСА по програмата Спейс шатъл, тридесет и първи полет на совалката Дискавъри и седемнадесети полет на совалката към Международната космическа станция (МКС). Това е първият полет на космическа совалка след катастрофата на совалката Колумбия, мисия STS-107 и трети полет на МТМ „Рафаело“.

## Екипаж
| Пост                    | Астронавт                                  |
| ----------------------- | ------------------------------------------ |
| Командир                | Айлин Колинс четвърти космически полет     |
| Пилот                   | Джеймс Кели втори космически полет         |
| Специалист на мисията 1 | Стивън Робинсън трети космически полет     |
| Специалист на мисията 2 | Андрю Томас четвърти космически полет      |
| Специалист на мисията 3 | Уенди Лоурънс четвърти космически полет    |
| Специалист на мисията 4 | Чарлс Камарда първи космически полет       |
| Специалист на мисията 5 | Соичи Ногучи (JAXA) първи космически полет |

Първоначално програмата на полета предвиждала извеждане на екипажа на Експедиция 7 на МКС и подмяната на Експедиция 6, която трябвало да върне на Земята.

## Полетът
Мисията отбелязва завръщането в полет на космическата совалка след катастрофата на „Колумбия“. Първоначално мисията е планирано да се извърши със совалката Атлантис, но поради повреда в спирачната и система е решено да се използва „Дискавъри“. Любопитното е, че 17 години по-рано именно „Дискавъри“ извършва първият полет след катастрофата на „Чалънджър“. Друг интересен факт е, че по време на мисията командирът на кораба полковник Айлин Колинс осъществява първата в света орбитална маневра с пълно завъртане на 360°.
В случай на повреда на совалката „Дискавъри“ при старта и невъзможност за нейното безопасно завръщане на Земята, се предвиждало екипажът да остане на МКС и да дочака спасителната експедиция (STS-300), която ще се проведе със совалката Атлантис. Тази мярка е предвидена в съответствие с препоръките на комисията, която провеждала разследването на обстоятелствата около катастрофата на совалката „Колумбия“.
Основните цели на мисията са:
- Доставка на 8240 кг провизии и вода на борда на МКС с помощта на МТМ „Рафаело“ и връщането на Земята около 8956 кг използвани материали;
- Проведени са три излизания в открития космос за замяна на повреден жироскоп и монтаж на ВСП-2 и изпробване на нови методи за ремонт на совалката в космоса.

Първоначално е планирано полетът на „Дискавъри“ да продължи около 12 денонощия. Полетът е удължен с едно денонощие за завършване на изцяло на програмата и датата на приземяване е пренасочена за 7 август. Поради лоши метеорологични условия на планираното място за приземяване (Кейп Канаверал, Флорида) приземяването е отложено с още едно денонощие.
На 8 август совалката „Дискавъри“ успешно се приземява в Базата на USAF „Едуардс“, Калифорния.

## Параметри на мисията
- Маса на совалката:
  - при старта: 121 483 кг
  - при приземяването: 102 913 кг
- Перигей: 350 км
- Апогей: 357 км
- Инклинация: 51,6°
- Орбитален период: 91.6 мин

Скачване с „МКС“
- Скачване: 28 юли 2005, 11:18 UTC
- Разделяне: 6 август 2005, 07:24 UTC
- Време в скачено състояние: 8 денонощия, 20 часа, 4 минути.

### Космически разходки
| № | Участници                      | Начало                  | Край                    | Продължителност  |
| - | ------------------------------ | ----------------------- | ----------------------- | ---------------- |
| 1 | Стивън Робинсън и Соичи Ногучи | 30 юли 2005 09:46 UTC   | 30 юли 2005 16:36 UTC   | 6 часа 50 минути |
| 2 | Стивън Робинсън и Соичи Ногучи | 1 август 2005 08:42 UTC | 1 август 2005 15:56 UTC | 7 часа 04 минути |
| 3 | Стивън Робинсън и Соичи Ногучи | 3 август 2005 08:48 UTC | 3 август 2005 14:49 UTC | 6 часа 01 минута |

## Галерия
- Екипажът на совалката след тренировка.
- Совалката на стартовата площадка.
- Стартът.
- Стартът от друг ъгъл.
- И откъм океана.
- Стартът (видеофайл).
- Запис от камера, разположена на резервоара. Вижда се отделяне на парче от изолационната пяна, която е причина за катастрофата на совалката „Колумбия“ през 2003 г.
- Совалката, снимана от борда на МКС.
- Модулът „Рафаело“, скачен за МКС.
- Астронавтът Соичи Ногучи по време на първата си космическа разходка.
- Стивън Робинсън по време на третата си космическа разходка.
- Нощният край на мисия STS-114.
- Екипажът на совалката веднага след приземяването.
- Совалката се завръща в КЦ „Кенеди“.